# گری مریل
گری مریل (انگلیسی: Gary Merrill; ۲ اوت ۱۹۱۵ – ۵ مارس ۱۹۹۰) یک هنرپیشه اهل ایالات متحده آمریکا بود.

## گزیده فیلمشناسی
از فیلم‌ها یا برنامه‌های تلویزیونی که وی در آن نقش داشته‌است می‌توان به آثار زیر اشاره کرد.
- پیروزی در پرواز (۱۹۴۴)
- دوازده ساعت پرواز (۱۹۴۹)
- همه‌چیز درباره ایو (۱۹۵۰)
- تصمیم قبل از شفق (۱۹۵۱)
- برنامه‌ریزی برای جنایت (۱۹۵۳)
- جزیره اسرارآمیز (فیلم ۱۹۶۱) (۱۹۶۱)
- توان (فیلم ۱۹۶۸) (۱۹۶۸)
- دزدی (۱۹۷۷)